# Ophisternon candidum
Ophisternon candidum là một loài cá trong họ Synbranchidae. Chúng là loài đặc hữu hang động và nước ngầm ở Australia.
Nó là loài cá hang động dài nhất trên thế giới (lên đến 40 cm) và một trong ba loài động vật có xương sống duy nhất ở Úc bị hạn chế ở vùng nước ngầm, loài còn lại là loài cá chim mù (Milyeringa veritas) và milyeringa justitia. Nó là cá mù, thân giống lươn và dài, da không có sắc tố với các màu từ trắng đến hồng.
Lươn hang mù là đặc hữu của tây bắc Úc, cụ thể là ở vùng Cape Range, vùng Pilbara và vùng đảo Barrow. Nó hiếm khi được phát hiện do môi trường sống của nó và chỉ được phát hiện 36 lần từ năm 1959 đến năm 2017. Đáng chú ý, có một dòng độc lập đang phát triển ở vùng Pilbara cho thấy sự khác biệt đáng kể về mặt di truyền so với các loài lươn hang mù khác.
Lươn hang mù sống trong môi trường tối hoàn toàn ở vùng nước ngầm ngắt kết nối với nước biển bề mặt. Chúng thường sống trong các hang động và đào sâu vào trầm tích. Thức ăn của chúng bao gồm giáp xác, sinh vật đáy hang và đôi khi trên cạn bị trôi dạt vào hệ thống hang động. Người ta biết rất ít về hành vi của chúng ngoại trừ một phát hiện cho thấy lươn mù đực chịu trách nhiệm xây dựng và bảo vệ nơi cư trú của chúng.